# Aubertia (bướm nhảy)
Aubertia là một chi bướm ngày thuộc họ Bướm nâu.